# Prefettura di Mie
Mie (三重県?, Mie-ken) è una prefettura giapponese con circa 1,8 milioni di abitanti, che si trova nella regione di Kansai, sull'isola Honshū. Il suo capoluogo è Tsu.
Confina con le prefetture di Aichi, Gifu, Kyoto,  Nara, Shiga e Wakayama.

## Città
Ci sono 14 città nella prefettura di Mie:
- Iga
- Inabe
- Ise
- Kameyama
- Kumano
- Kuwana
- Matsusaka
- Nabari
- Owase
- Shima
- Suzuka
- Toba
- Tsu (capoluogo)
- Yokkaichi